# General Emilio Aguinaldo (Cavite)
General Emilio Aguinaldo (in passato Bailen) è una municipalità di quinta classe delle Filippine, situata nella Provincia di Cavite, nella Regione di Calabarzon.
General Emilio Aguinaldo è formata da 14 baranggay:
- A. Dalusag
- Batas Dao
- Castaños Cerca
- Castaños Lejos
- Kabulusan
- Kaymisas
- Kaypaaba
- Lumipa
- Narvaez
- Poblacion I
- Poblacion II
- Poblacion III
- Poblacion IV
- Tabora